# بدر (عربستان سعودی)
بدر یا بدر حُنَین، شهری در دشتی در جنوب غربی شهر مدینه در عربستان سعودی است.
این شهر در قدیم، مرکزی تجاری، و اتصال‌دهندهٔ جاده‌ای از مدینه و جادهٔ مسیر کاروان‌های مکه تا سوریه بوده است.
کوه‌ها و تپه‌های شنی در گرداگرد این شهر پیداست.
غزوه بدر که نخستین نبرد اصلی مسلمانان بود، در ۱۷ رمضان سال دوم پس از هجرت، در این شهر روی داد.